# Salmo kottelati
Salmo kottelati es una especie de pez del género Salmo.

## Descripción
Cuenta con 9-11 radios blandos, 55-58 vértebras. La línea lateral presenta 7-9 marcas, el cuerpo cuenta con variedad de manchas negras, es de color verdoso o plateado, algunos ejemplares con numerosas manchas rojas y negras en varias partes del cuerpo; estas manchas se pierden o desvanecen a medida que la especie aumenta de tamaño o edad. Presenta una fila de escamas entre la línea lateral y la inserción de la aleta adiposa, 18-20 branquiespinas en el primer arco branquial. Cuenta con una boca relativamente grande. Mide aproximadamente 21 cm de longitud (8,26 pulgadas), pudiendo alcanzar los 30 cm (11,81 pulgadas).

## Distribución y hábitat
Se distribuye por Asia, en el arroyo Alakır ubicado al sur de Anatolia, Turquía. Algunos ejemplares han sido reportados en otros lugares como el mar de Mármara, mar Negro, mar Egeo y el mar Mediterráneo. Suele habitar en diversidad de cuerpos de agua como arroyos, ríos, cuencas y cascadas, prefieren las aguas frescas y cristalinas de las pozas y cascadas con sustratos rocosos o de grava donde posiblemente se refugian de potenciales depredadores y las temperaturas. En estos hábitats se alimenta de otras especies acuáticas como insectos, pequeños crustáceos y otros organismos.